# Campbell Town
Ne pas confondre avec Campbelltown, ville australienne en Nouvelle-Galles du Sud.
Campbell Town (772 habitants) est un petit village de Tasmanie en Australie situé sur la Midland Highway partie de la National Highway, route reliant les deux plus grandes villes de Tasmanie (Hobart et Launceston). Il est situé à 34 km de Hobart.
Une des attractions de Campbell Town est le « Red Bridge » (pont Rouge) construit par les bagnards, le plus vieux pont sur la National Highway. Il a été appelé par le gouverneur Macquarie du nom de sa femme, Élisabeth Campbell, tout comme la rivière traversant la ville, la rivière Élisabeth. La construction du pont a commencé en 1836 et a été achevée en 1838. Il est formé de trois arches de 7,6 m de portée chacune. Il se composait de piliers en pierre et d'un tablier en bois. Bien que le tablier ait été remplacé, les culées sont d’origine, ce qui en fait un exemple rare des premiers ouvrages en pierre d’Australie.
Luggenemenener, une femme aborigène de la tribu des Ben Lomond y a été envoyée en prison en 1829 pendant les Black war.

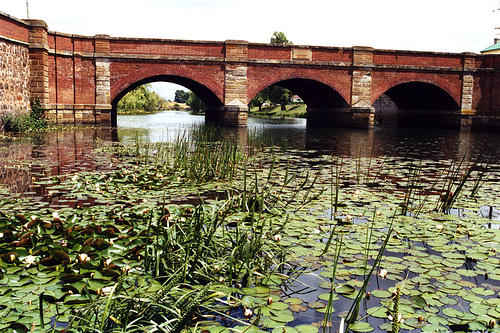
Le Red Bridge.